# Seznam křížových cest v Jihomoravském kraji
Seznam křížových cest v Jihomoravském kraji obsahuje Křížové cesty dochované i zaniklé. Seznam je řazen podle umístění a nemusí být úplný.

## Seznam
| Křížová cesta    | Fotografie | Galerie                                                                                  | Maximální nadmořská výška (m n. m.) | Délka (km) | Rok        | Okres                  | Souřadnice                       |
| ---------------- | ---------- | ---------------------------------------------------------------------------------------- | ----------------------------------- | ---------- | ---------- | ---------------------- | -------------------------------- |
| Antonínský kopec |            | Kategorie „Stations of the Cross in Antonínský kopec“ na Wikimedia Commons               | 345                                 |            | 1949       | Hodonín                | 48°57′36″ s. š., 17°28′24″ v. d. |
| Bohutice (†)     |            |                                                                                          | 300                                 |            | po 1930    | Znojmo                 | 48°59′36″ s. š., 16°21′9″ v. d.  |
| Bukovany         |            | Kategorie „Stations of the Cross in Bukovany“ na Wikimedia Commons                       | 350                                 |            | 2010       | Hodonín                | 49°3′4″ s. š., 17°5′47″ v. d.    |
| Černá Hora       |            | Kategorie „Křížová cesta (Černá Hora)“ na Wikimedia Commons                              | 365                                 |            | 1864, 2004 | Blansko                | 49°25′5″ s. š., 16°34′58″ v. d.  |
| Dolní Kounice    |            | Kategorie „Stations of the Cross in Dolní Kounice“ na Wikimedia Commons                  | 263                                 |            | po 1750    | Brno-venkov            | 49°4′25″ s. š., 16°28′4″ v. d.   |
| Hluboké Mašůvky  |            |                                                                                          | 337                                 |            | 1859–1863  | Znojmo                 | 48°55′21″ s. š., 16°1′38″ v. d.  |
| Chudčice         |            | Kategorie „Stations of the Cross in Chudčice“ na Wikimedia Commons                       | 300                                 |            | 1856       | Brno-město Brno-venkov | 49°16′47″ s. š., 16°27′39″ v. d. |
| Ivančice         |            | Kategorie „Stations of the Cross in Ivančice“ na Wikimedia Commons                       | 320                                 |            | 1863       | Brno-venkov            | 49°6′13″ s. š., 16°23′25″ v. d.  |
| Křepice          |            | Kategorie „U Svaté (Křepice)“ na Wikimedia Commons                                       | 284                                 |            | 2002       | Břeclav                | 48°59′34″ s. š., 16°43′41″ v. d. |
| Luleč            |            | Kategorie „Stations of the Cross in Luleč“ na Wikimedia Commons                          | 375                                 |            | po 1870    | Vyškov                 | 49°15′3″ s. š., 16°54′54″ v. d.  |
| Mikulov          |            | Kategorie „Svatý kopeček (Mikulov)“ na Wikimedia Commons                                 | 363                                 |            | 1630       | Břeclav                | 48°48′24″ s. š., 16°38′46″ v. d. |
| Olešnice         |            | Kategorie „Stations of the Cross in Olešnice“ na Wikimedia Commons                       | 610                                 |            | 2016       | Blansko                | 49°33′6″ s. š., 16°24′31″ v. d.  |
| Rosice           |            | Kategorie „Stations of the Cross in Rosice (Brno-Country District)“ na Wikimedia Commons | 350                                 | 0,3        |            | Brno-venkov            | 49°10′28″ s. š., 16°23′23″ v. d. |
| Slavkov u Brna   |            | Kategorie „Stations of the Cross in Slavkov u Brna“ na Wikimedia Commons                 | 350                                 |            | 2012       | Vyškov                 | 49°10′11″ s. š., 16°53′20″ v. d. |
| Vracov           |            | Kategorie „Stations of the Cross in Vracov“ na Wikimedia Commons                         | 196                                 |            | 2004       | Hodonín                | 48°58′47″ s. š., 17°13′1″ v. d.  |
| Vranov nad Dyjí  |            | Kategorie „Stations of the Cross in Vranov nad Dyjí“ na Wikimedia Commons                | 360                                 |            |            | Znojmo                 | 48°53′44″ s. š., 15°48′51″ v. d. |
| Vratěnín (†)     |            |                                                                                          | 447                                 |            |            | Znojmo                 | 48°54′15″ s. š., 15°36′29″ v. d. |
| Znojmo           |            | Kategorie „Stations of the Cross in Znojmo-Hradiště“ na Wikimedia Commons                | 319                                 |            | po 1650    | Znojmo                 | 48°51′30″ s. š., 16°2′26″ v. d.  |
| Žarošice         |            | Kategorie „Way of the cross (Žarošice)“ na Wikimedia Commons                             | 212                                 |            |            | Hodonín                | 49°2′26″ s. š., 16°58′9″ v. d.   |